# 20961 Arkesilaos
20961 Arkesilaos este o planetă minoră (asteroid) din Asteroid troian al lui Jupiter. A fost descoperită pe 19 septembrie 1973 la Observatorul Palomar de Cornelis Johannes van Houten și a fost numită după Arcesilaus⁠(d). 
Obiectul prezintă o orbită caracterizată de o semiaxă mare de 5,1393276 UAi, o excentricitate de 0,018, o înclinație de 9,20558 ° în raport cu ecliptica.